# 越中国分寺
越中国分寺（えっちゅうこくぶんじ）は、富山県高岡市伏木一宮にある高野山真言宗の寺院。通称は「薬師堂」。
奈良時代に聖武天皇の詔により日本各地に建立された国分寺のうち、越中国国分僧寺の後継寺院にあたる。本項では現寺院とともに、寺院跡である越中国分寺跡（富山県指定史跡）と、越中国分尼寺の推定地についても解説する。

## 概要
富山県北西部、二上丘陵北端の段丘（伏木台地）上に位置する。聖武天皇の詔で創建された国分僧寺の後継寺院とされ、境内と周辺は国分僧寺跡に比定される。これまでに小規模な発掘調査が実施されているが、伏木台地では大規模な瓦用粘土の採取が行われた関係で多くの遺構が失われているため、現在まで伽藍等の詳細は詳らかでない。
境内地は1965年（昭和40年）に「越中国分寺跡」として富山県指定史跡に指定されている。なお付近では、南東に越中国府推定地（勝興寺境内地）が、勝興寺南側に北陸地方の最古級寺院跡である御亭角廃寺跡が所在する。

## 歴史

### 古代
| 左：聖武天皇肖像右：大伴家持肖像  |  | 左：聖武天皇肖像右：大伴家持肖像 |
| 左：聖武天皇肖像 右：大伴家持肖像 |  |                                  |

創建は不詳。天平13年（741年）の国分寺建立の詔ののちの創建とされる。
越中国分寺の関連人物としては、『万葉集』に見える僧玄勝・国師従僧清見・講師僧恵行が知られる。すなわち、
- 天平18年（746年）8月7日、越中国守の大伴家持の館での宴の際に僧玄勝が古歌を伝誦（巻17）[2][5]。
- 天平20年（748年）4月頃、先の国師の従僧清見の上京に際して饗宴が催され、饗宴主人の大伴家持が歌を作り酒を清見に送る（巻18）[2][6][4]。
- 天平勝宝2年（750年）4月、大伴家持による布勢の水海の遊覧に講師僧恵行も参加（巻19）[2][7][4]。

と見え、いずれも国守の館での宴に参加したり国師・講師という重責を担った人物であることから、越中国分寺の僧である可能性（および当時には越中国分寺が創建されている可能性）が指摘される。一方で「国分寺」の語が見えない等の理由により、当時には越中国分寺は未創建であるとし、上記は御亭角廃寺の僧とする説もある。また越中国分寺を天平勝宝8歳（756年）12月の創建とする説もある。なお『万葉集』巻19では、関連語句として「寺井」の語も見える。
天平宝字3年（759年）の「礪波郡石粟村官施入田地図」では「国分金光明寺田」の記載が見えるほか、年次未詳の地図断簡にも「東大寺与国分寺堺畔」と見え、礪波郡東部における越中国分寺田の存在が知られる。
弘仁11年（820年）の『弘仁式』主税寮の規定では、国分寺料として稲3万束があてられる。また延長5年（927年）成立の『延喜式』主税上では、国分寺料として同じく稲3万束が規定されている。
その後の変遷は詳らかでない。

### 近代以降
近代以降については次の通り。
- 1936年（昭和11年）、堀井三友・上田三平による発掘調査[1][2]。
- 1937年（昭和12年）、堀井三友・上田三平による実地調査[1]。
  - その後の論考で、越中国分寺跡について海岸説・海中説を退けて薬師堂付近説が浮上[1]。
- 1965年（昭和40年）10月1日、薬師堂境内地が「越中国分寺跡」として富山県指定史跡に指定[1][3]。
- 1966年（昭和41年）、薬師堂境内土壇付近の発掘調査（富山県教育委員会・富山考古学会ら）[1][2]。
- 1986-1990年度（昭和61-平成2年度）、越中国府関連遺跡調査（高岡市教育委員会）。
  - 1986年度（昭和61年度）、国分堂北側の発掘調査：成果なし[1]。
  - 1987年度（昭和62年度）、国分堂東側の発掘調査（1988年に報告書刊行）[1]。
  - 1989年度（平成元年度）、国分堂周辺の発掘調査（1990年に報告書刊行）[1]。

## 越中国分寺跡
僧寺跡の寺域は、薬師堂を中心とする一辺2町（約216メートル）と推定され、一帯では現在も関連字名が遺存する。薬師堂境内には版築による土壇が残存するほか、推定礎石6個も認められ、僧寺の堂宇跡に比定される（金堂跡か）。しかし伏木台地では近代に瓦用粘土の採取が行われ、他の遺構の多くは削平されているため、伽藍配置等の詳細は明らかでない。
推定寺域では瓦・土器等が多数検出されている。特に瓦の様相は三河国分寺・国分尼寺と似通う点が注目される（越中国から三河国に瓦工人が移動か）。

## 越中国分尼寺跡
尼寺跡の所在地は詳らかでない。伏木台地上の古瓦出土地が候補地として想定される。
越中国分尼寺については、『正倉院文書』の「越中国諸郡庄園惣券第一」に見える「北法花寺講」の字句との関連を指摘する説があったが、これは奈良の法華寺を指すものと論証されている。

## 文化財

### 富山県指定文化財
- 有形文化財
  - 木造文殊菩薩坐像（彫刻） - 南北朝時代頃の作。気多神社本地仏像（主神の大己貴命）であったが、明治期に他像とともに薬師堂に移蔵[10][11]。1965年（昭和40年）1月1日指定[3]。
- 史跡
  - 越中国分寺跡 - 1965年（昭和40年）10月1日指定[3]。

### 高岡市指定文化財
- 有形文化財
  - 木造毘沙門天立像（彫刻） - 鎌倉時代の作。気多神社旧本地仏像（配神の事代主命）[10]。1973年（昭和48年）7月10日指定[12]。
  - 木造大日如来坐像（彫刻） - 江戸時代の作。慶高寺（気多神社別当寺）旧本尊[13]。1973年（昭和48年）7月10日指定[12]。

### その他
- 木造地蔵菩薩立像 - 鎌倉時代の作。気多神社旧本地仏像（配神の菊理姫命）[10]。
- 帝釈天像 - 平安時代、弘仁年間（810-824年）の作[2]。
- 天部像 2躯 - 平安時代、弘仁年間（810-824年）の作[2]。

## 現地情報
所在地
- 富山県高岡市伏木一宮1丁目

交通アクセス
- 鉄道
  - 西日本旅客鉄道（JR西日本）氷見線 越中国分駅（徒歩約14分）
  - 西日本旅客鉄道（JR西日本）氷見線 伏木駅（徒歩約16分）
- バス
  - 高岡駅（JR西日本・あいの風とやま鉄道・万葉線）高岡駅古城公園口4番のりばまたは新高岡駅（JR西日本）2番のりばから
    - 加越能バス（高岡ふしき病院経由氷見市民病院行き、東回り伏木循環、西回り伏木循環）で「伏木一の宮」バス停下車（下車後徒歩約3分）
- 車
  - 能越自動車道 高岡北ICから、約8キロメートル

周辺
- 勝興寺 - 越中国府推定地。
- 気多神社 - 越中国一宮。
- 御亭角廃寺跡

## 関連文献
（記事執筆に使用していない関連文献）
- 『越中国分寺とその周辺の遺跡調査報告書』富山県教育委員会、1967年。
- 武田旨弘『越中の国分寺と砺波郡の東大寺墾田地』1978年。
- 「国分寺東側地区」『越中国府関連遺跡調査概報II -昭和62年度勝興寺周辺地区の試掘調査-（高岡市埋蔵文化財調査概報 第4冊）』高岡市教育委員会、1988年。 - リンクは奈良文化財研究所「全国遺跡報告総覧」。